# ريغاتوني

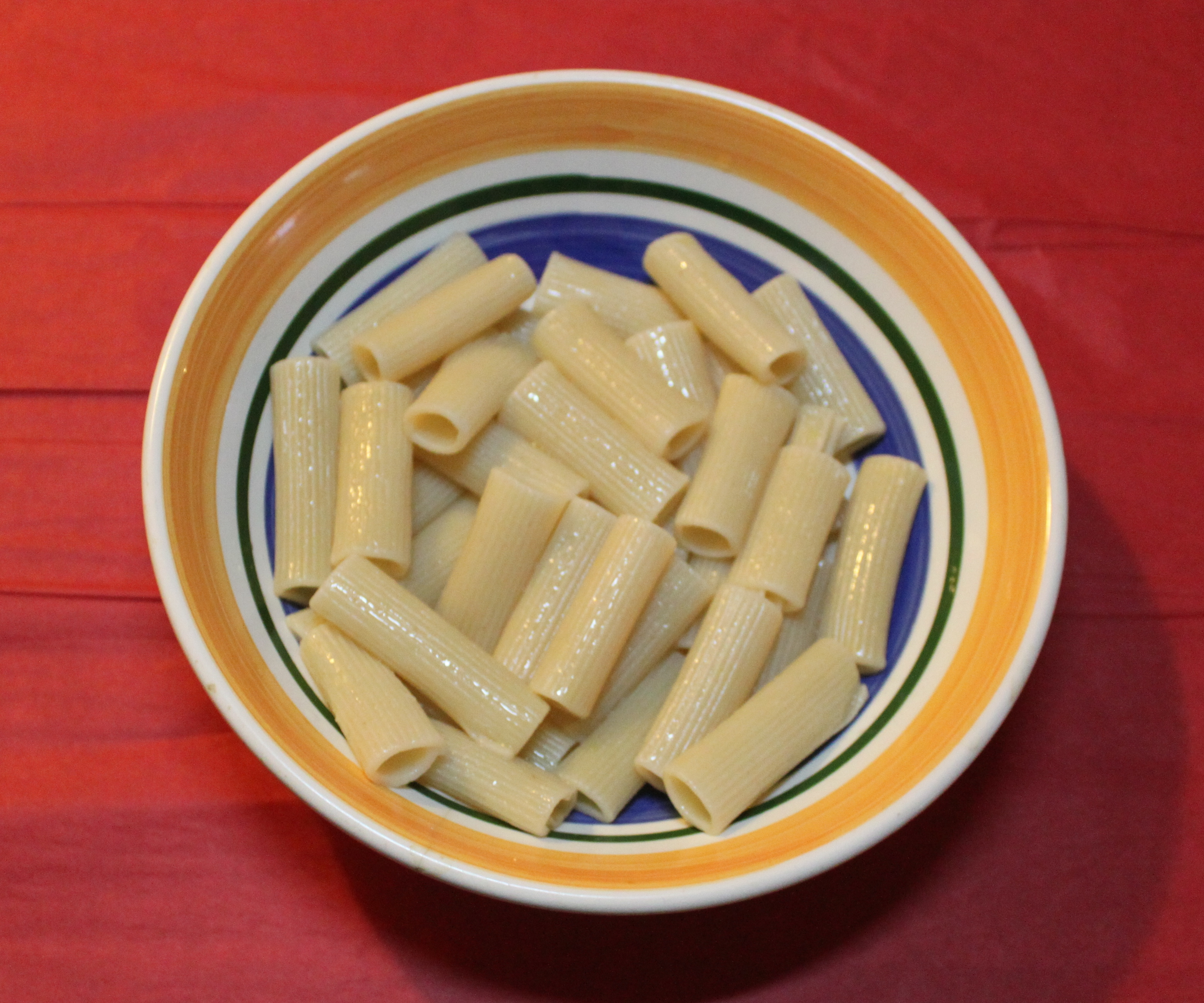
ريغاتوني مطبوخة، ذات قطر صغير.

ريجاتوني (Rigatoni) هي نوع المعكرونة ذات شكل أنبوبي متفاوتة الأطوال والأقطار ومصدرها إيطاليا. حجمها أكبر من بيني وبوكاتيني وتكون منحنية قليلا أحياناً، لكن ليس انحناءاً شديد مثل ذاك الموجود في الماكاروني ذات شكل مرفق اليد. تتميز بأخاديد على طولها وتكون أحيانا ملتويه حول الأنبوب. على عكس أطرف معكرونة بيني، فإن أطراف معكرونة ريغاتوني مقطوعة بشكل حاد مستقيم (عمودي) وليس بشكل مائل قطري.